# لایحه حقوق رأی‌گیری ۱۹۶۵
لایحه حقوق رای دهی ۱۹۶۵ از قانون‌های تاریخساز فدرال در ایالات متحده است که تبعیض نژادی در رای دادن را ممنوع می‌کند. این قانون با امضای رئیس‌جمهور لیندون بی. جانسون در اوج جنبش حقوق مدنی در ۶ اوت ۱۹۶۵ به قانون تبدیل شد و کنگره بعداً این قانون را پنج بار اصلاح کرد تا حفاظت‌های آن را گسترش دهد. این قانون که برای اجرای حقوق رای‌گیری تضمین شده توسط متمم‌های چهاردهم و پانزدهم قانون اساسی ایالات متحده طراحی شده بود، در پی تضمین حق رای دادن برای اقلیت‌های نژادی در سراسر کشور، به ویژه در جنوب بود. به گفته وزارت دادگستری ایالات متحده، این قانون موثرترین قانون فدرال حقوق مدنی است که تا کنون در این کشور وضع شده‌است. همچنین این قانون «یکی از فراگیرترین قوانین حقوق مدنی در تاریخ ایالات متحده» است.
تحقیقات نشان می‌دهد که این قانون با موفقیت و به‌طور گسترده میزان مشارکت و ثبت نام رای‌دهندگان را به ویژه در میان سیاه پوستان افزایش داده‌است. این قانون همچنین با نتایج ملموسی مانند ارائه بیشتر کالاهای عمومی (مانند آموزش عمومی) برای مناطقی با سهم جمعیت سیاه‌پوست بالاتر، اعضای بیشتر کنگره که به قوانین مرتبط با حقوق مدنی رای می‌دهند، و حضور بیشتر سیاه‌پوستان در ادارات محلی مرتبط است. .

## برای مطالعهٔ بیشتر
- Ansolabehere, Stephen; Persily, Nathaniel; Stewart, Charles III (2010). "Race, Region, and Vote Choice in the 2008 Election: Implications for the Future of the Voting Rights Act". نشریه نقد حقوق هاروارد. 123 (6): 1385–1436.
- Berman, Ari (2015). Give Us the Ballot: The Modern Struggle for Voting Rights in America. New York, NY: Farrar, Straus and Giroux. ISBN 978-0-374-15827-9.
- Bullock, Charles S. III, Ronald Keith Gaddie, and Justin J. Wert, eds. (2016). The Rise and Fall of the Voting Rights Act by (University of Oklahoma Press; 240 pages) focus on period between the 2006 revision of the 1965 act and the invalidation of one of its key provisions in Shelby County v. Holder (2013).
- Davidson, Chandler (1984). Minority Vote Dilution. واشینگتن، دی.سی.: Howard University Press. ISBN 978-0-88258-156-9.
- Davidson, Chandler (1994). Quiet Revolution in the South: The Impact of the Voting Rights Act, 1965–1990. Princeton, NJ: Princeton University Press. ISBN 978-0-691-02108-9.
- Finley, Keith M. (2008). Delaying the Dream: Southern Senators and the Fight Against Civil Rights, 1938–1965. Baton Rouge, LA: Louisiana State University Press. ISBN 978-0-8071-3345-3.
- Garrow, David J. (1978). Protest at Selma: Martin Luther King, Jr. , and the Voting Rights Act of 1965. New Haven, CT: Yale University Press. ISBN 978-0-300-02498-2.
- Lawson, Steven F. (1976). Black Ballots: Voting Rights in the South, 1944–1969. New York, NY: Columbia University Press. ISBN 978-0-7391-0087-5.
- Smooth, Wendy (September 2006). "Intersectionality in electoral politics: a mess worth making". Politics & Gender. 2 (3): 400–414. doi:10.1017/S1743923X06261087. S2CID 145812097.